# ロベルト・トバール
- ロベルト・トバル

ロベルト・アンドレス・トバール・ヴァルガス(スペイン語: Roberto Andrés Tobar Vargas、1978年4月13日 - )はチリの元サッカー審判員。2011年から2022年までは国際サッカー連盟 (FIFA) 登録の国際審判員も務めていた。

## 来歴
2011年、33歳の時にFIFA国際審判員リストに登録される。しかしその翌年の2012年、チリサッカー連盟はトバールが「ポーカークラブ」スキャンダルに関与したとして8ヶ月の出場停止処分を下す。マリオ・サンチェス・ヤンテンが主導したとされるこのスキャンダルは、審判員同士でポーカーを行い、負けた方が地域リーグの試合の審判を務めるというものであった。出場停止処分が明けて審判員に復帰すると、2013年と2014年にはチリでの最優秀審判員に選出される。
トバールが最初に担当した国際試合は2014年4月10日のコパ・リベルタドーレス2014セカンドステージグループ4・アトレチコ・ミネイロ対サモラFCで、翌2015年には南米U-17選手権とFIFA U-17ワールドカップの審判団も担当。一方で、2016年4月21日に行われたコパ・リベルタドーレス2016セカンドステージグループ1・ザ・ストロンゲストvsサンパウロFCの試合では、試合内での乱闘を誘発したとして告発される事態も引き起こしている。
2017年はレコパ・スダメリカーナ2017・アトレティコ・ナシオナルvsシャペコエンセの2ndレグ、さらには南米U-17選手権を担当。同年のコパ・リベルタドーレスのリーベル・プレートvsウィルステルマンの試合中、筋肉の負傷のために審判を途中で交代せざるを得ない状況となった。 同年、 セグンダ・ディビジオン決勝・デポルテス・バジェナルvsデポルテス・メリピージャ の主審を務めたが、この試合で試合はPK戦にもつれ込んだものの、バジェナルはPK戦に現れなかったため、試合はメリピージャに軍配が上がり、メリピージャはこの結果プリメーラBに昇格した。
2018年のチリ・スーペルクラシコ・コロコロvsウニベルシダではジャン・ボーセジュールとオスカル・オパソ、さらにはロレンソ・レジェスの3人を退場処分として物議を醸した。同年のコパ・リベルタドーレスでは準々決勝のグレミオvsアトレティコ・トゥクマンの2ndレグ、準決勝のボカ・ジュニアーズvsパルメイラスの1stレグを担当し、更に決勝のボカ・ジュニアーズvsリーベル・プレートの1stレグも担当。これは自身のコパ・リベルタドーレス決勝の初担当試合となったが、キックオフ予定時刻の1時間前、豪雨によりピッチが水浸しになったため、試合を1日延期せざるを得なくなるというアクシデントに見舞われた。同年にはコパ・スダメリカーナ決勝のジュニオールvsパラナエンセの2ｎｄレグも担当している。
2020年12月にはチリ大学vsチリ・カトリック大学の大学対抗戦の主審を務め、試合中にディエゴ・マラドーナへのトリビュートTシャツを公開した。 2021年1月、コパ・リベルタドーレス2020準決勝・サントスvsボカ・ジュニアーズの試合で、トバールがビデオ・アシスタント・レフェリー (VAR) の使用を拒否したことに対して、試合後サントス側が南米サッカー連盟 (CONMEBOL) に抗議を申し入れる騒動となった。同年には、コパ・アメリカ2021準決勝・ブラジルvsペルーの試合も担当している。
審判としての活動終了後の2022年11月にはTNTスポーツ・チリで放送された2022 FIFAワールドカップの番組「Todos somos técnicos」（私たちはみんなコーチ）でサッカーコメンテーターを務めた。